# Běžná selhání
Běžná selhání je filmové drama se sci-fi prvky režisérky Cristiny Groșan a scenáristky Kláry Vlasákové. Film vznikl v koprodukci Česka, Slovenska, Itálie a Maďarska. Hlavní role ve filmu ztvárnily Taťjana Medvecká, Nora Klimešová a Beáta Kaňoková.
Film pojednává o třech ženách různých generací během jednoho dne. Všechny ženy ve svém životě procházejí krizí a ve stejnou chvíli se objeví u obchodního centra, kde dojde k přírodní katastrofě. Ženy svede dohromady chaos, který postihne celé blízké okolí.
Film měl světovou premiéru na Benátském filmovém festivalu v sekci Giornate degli Autori, odkud si režisérka Cristina Groșan odnesla cenu za režii pro filmařky do čtyřiceti let. Film měl v českých kinech oficiální premiéru dne 13. října 2022.

## O filmu
Přírodní katastrofa, která postihne Prahu, svede dohromady tři odlišné ženy odlišných generací: čerstvě ovdovělou a nezaměstnanou editorku Hanu, která si nepřítomnost manžela vynahrazuje robotickým psem, dále Silvu, která prožívá krizi mateřství a nakonec dospívající Terezu, která uteče z domova.

## Obsazení
| Taťjana Medvecká  | Hana                |
| Nora Klimešová    | Tereza              |
| Beáta Kaňoková    | Silva               |
| Vica Kerekes      | Edita               |
| Rostislav Novák   | Stanislav           |
| Jana Stryková     | Karolína            |
| Luboš Veselý      | Václav              |
| Tereza Hofová     | paní Vaněčková      |
| Jana Plodková     | Julie               |
| Tomáš Havlínek    | Tomáš               |
| Filip Kaňkovský   | muž na terapii      |
| Martina Babišová  | koordinátorka       |
| Marta Maťová      | vedoucí call centra |
| Šimon Bilina      | soused              |
| Hana Drozdová     | sousedka            |
| Pavel Neškudla    | policista           |
| Goran Maiello     | policista           |
| Natálie Otáhalová | policistka          |

## Recenze
Čeští filmoví kritici film hodnotili nadprůměrně:
- František Fuka, FFFILM, 12. října 2022, [6]
- Věra Míšková, Právo, 13. října 2022, [7]
- Martin Mažári, Totalfilm, 13. října 2022, [8]
- Karolina Benešová, Červený koberec, 14. října 2022, [9]
- Jan Varga, Filmspot, 15. října 2022, [10]
- Mirka Spáčilová, iDNES.cz, 20. října 2022, [11]